# 台大盃全國熱門流行舞蹈大賽
台大盃全國熱門流行舞蹈大賽簡稱台大盃熱舞大賽，是台灣的排舞競賽（Choreography Competition），主辦單位為國立台灣大學學生社團－台灣大學熱門舞蹈社。
比賽規則以二人以上團體為單位，雖然主辦方是以街舞為主體的熱舞社，但不限制舞風與表演型態參賽。表演時間限制初賽為３分鐘、決賽為６分鐘，初賽與決賽舞碼內容是否相同並無限制。
自1995年起舉辦迄今不曾間斷，為台灣本地單一主辦方舉辦相同活動歷史最長的排舞競賽。

## 發展歷史
第一屆台大盃全國熱門流行舞蹈大賽於1995年開始舉辦，最初的名稱是「全國大專熱舞大賽」，但因場地一直以來都是辦在台灣大學校內以及完全由台大熱舞社負責籌劃，因此外界俗稱“台大盃”。然而活動由於參與人數眾多以及經費的限制下，於2007年第13屆開始在台大校園外舉辦。
大賽舉辦日期為每年的三月底~四月初週末，下午先舉行台大熱舞社社團本身每年一度的成果發表，晚上沿用場地燈光音響繼續進行台大盃賽事。評審則是由台灣本地各大工作室知名舞者平均挑選出合適人選，2011年也曾經有國外知名舞者電子搖擺團員帕平·彼特（Popin Pete）出任評審的記錄。
原賽制是單一場次所有參賽隊伍上台表演後，當天由評審決定出前三名，且限制參賽者限制為大專院校在校學生。2002年開始參賽隊伍有超過二十組以上的記錄並逐年增加。
賽制較大的變動於2006年，因該年開始解除學生身分參賽的限制，考量參賽隊伍過多會導致比賽時間過長、主辦單位規劃於正式比賽前一個月預先舉辦初賽，遴選出大約15組隊伍晉級決賽，爾後賽制變沿用至今。也因為不限制學生身份，其後歷年不乏有職業舞者或是曾擔任台大盃評審的街舞老師組隊參賽。

## 媒體報導
- 台北市政府新聞稿. . 台北市政府. 2004-04-03  [2013-04-10]. （原始内容存档于2016-03-04） （中文）.
- 生活中心／綜合報導. . ETtoday東森新聞雲. 2013-04-08  [2013-04-09]. （原始内容存档于2019-10-18） （中文）.
- ROVER YEN. . ePrice. 2013-04-09  [2013-04-10]. （原始内容存档于2019-10-12） （中文）.